# Björn Andersson
Pour les articles homonymes, voir Andersson.
Björn Andersson  est un footballeur suédois né le 20 juillet 1951 à Perstorp. Il évoluait au poste de défenseur.

## Biographie

### En club
Après un passage dans le club d'Östers IF, il joue au Bayern Munich de 1974 à 1977. En Allemagne, il connaît le succès avec une victoire en Coupe des clubs champions européens en 1975. Le Bayern remporte de nouveau cette compétition en 1976, mais Andersson, ayant perdu sa place de titulaire, ne participe pas à ce second sacre.
Il joue 12 matchs en Coupe des clubs champions européens, 4 en Coupe de l'UEFA, et 2 en Coupe des coupes.
Björn Andersson joue également 141 matchs en première division suédoise, pour 2 buts, et 47 matchs en Bundesliga, inscrivant un but.

### En équipe nationale
International suédois, il reçoit 28 sélections en équipe de Suède de 1972 à 1977.
Il joue son premier match en équipe nationale le 29 juin 1972 contre le Danemark, dans le cadre du championnat nordique. Son dernier match en équipe nationale est un match contre la Suisse le 8 juin 1977, comptant pour les éliminatoires du mondial 1978.
Il fait partie du groupe suédois lors de la Coupe du monde 1974. Il joue quatre matchs lors du mondial organisé en Allemagne : contre la Bulgarie, les Pays-Bas, l'Uruguay et la Pologne.
Il inscrit son seul but en sélection le 16 juin 1976, contre la Norvège, dans le cadre des éliminatoires du mondial 1978 (victoire 2-0 à Solna).

## Carrière

### Joueur
- 1970-1974 :  Östers IF
- 1974-1977 :  Bayern Munich
- 1977-1979 :  Östers IF
- 1980-1981 :  Markaryds IF
- 1982-1984 :  Vallentuna BK

### Entraîneur
- 1980-1981 :  Markaryds IF
- 1982-1983 :  Vallentuna BK

## Palmarès
Avec Östers IF :
- Champion de Suède en 1978
- Vainqueur de la Coupe de Suède en 1977

Avec le Bayern Munich :
- Vainqueur de la Coupe des clubs champions européens en 1975
- Vainqueur de la Coupe intercontinentale en 1976
- Finaliste de la Supercoupe de l'UEFA en 1976